# Silvina Luna
Silvina Noelia Luna Stavrópulos (21 tháng 6 năm 1980 – 31 tháng 8 năm 2023) là một người mẫu, diễn viên và vedette người Argentina sinh ra ở Rosario, tỉnh Santa Fe, Argentina.

## Nghề nghiệp
Sau khi học xong năm 17 tuổi, cô chuyển đến Buenos Aires và làm thư ký và người mẫu. Sau đó cô sống ở Miami một năm, trước khi trở về Argentina, nơi cô xuất hiện với tư cách là người tham gia chương trình Big Brother 2.
Cô ấy hiện tại làm việc với công ty người mẫu của Ricardo Piñeiro. 
Cô đã tham gia các lớp học kịch với Julio Chavez và là khách mời trong một số chương trình truyền hình. 
Cô hiện đang tham gia cuộc thi lặn thực tế nổi tiếng Splash! 
Vào tháng 7 năm 2014, Luna phải nhập viện vì sỏi thận. Cô đổ lỗi cho bác sĩ phẫu thuật thẩm mỹ của mình vì ông ta sử dụng methacrylate trên mông của cô.

### Xuất hiện trên tạp chí
Trang bìa của tạp chí Argentine Maxim
Trang bìa của tạp chí Interviu

## Chương trình sân khấu
Vedettísima (2009)
El Champagne las Pone Mimosas. (2005)
Khác biệt. (2003)
La noche de las pistolas frías. (2002)

## Xuất hiện trên TV
Gran Hermano 2011 (2011)
El Capo (2007)
Son de Fierro (2007)
Bailando por un sueño (2006)
Los Gladiadores de Pompeya (2006)
Amor en Custodia (2005)
Quién es el Jefe? (2005)
El Patrón de la Vereda (2005)
Don Francisco Presenta (2004)
Không Hay 2 Sin 3 (2004)
Los Roldán (2004)
La Peluquería (2003)
Gran Hermano 2 - Big Brother Argentina 2 (2001; người tham gia)